# Tưởng Văn Lệ
Tưởng Văn Lệ (sinh ngày 20 tháng 6 năm 1969) là diễn viên nổi tiếng, nhà sản xuất, đạo diễn, biên kịch Trung Quốc, từng làm ban giám khảo tại Liên hoan phim quốc tế Thượng Hải năm 2005. Là thành viên Hội xúc tiến dân chủ Trung Quốc .

## Phim

### Điện ảnh
| Năm  | Phim                          | Vai                        | Ghi chú |
| ---- | ----------------------------- | -------------------------- | ------- |
| 1989 | 漓漓原上草                    | Thủy Tú                    |         |
| 1991 | 神秘夫妻                      | Bạch Lệ                    |         |
| 1993 | Bá Vương biệt cơ 霸王别姬     | Mẹ Tiểu Đậu Tử             |         |
| 1993 | 杏花三月天                    | Hạnh Hoa                   |         |
| 1996 | Mộc bang 木帮                 | Nghi Hân                   |         |
| 1996 | Hắc băng 家事                 | Vân Phong                  |         |
| 1997 | 猫眼三姐妹                    | Công chúa Trung Quốc       |         |
| 1998 | Mr. Zhao 赵先生               | Lâm Thảo                   |         |
| 2000 | 女帅男兵                      | Văn Tiệp                   |         |
| 2001 | Quát sa 刮痧                  | Giản Ninh                  |         |
| 2003 | Đài Loan vãng sự 台湾往事     | Mẫu thân                   |         |
| 2007 | Lập xuân                      | Vương Thái Linh            |         |
| 2011 | Yêu nhất 最愛                 | Thím của Trướng Phòng      |         |
| 2015 | Sư phụ 师父                   | Trưởng quán Trâu Dong Trâu |         |
| 2016 | 再見，在也不見 Distance       | Tạ Hồng                    |         |
| 2016 | 棵心中的许愿树                |                            |         |
| 2017 | Bao giờ trăng sáng 明月几时有 | Phu nhân Mao Thuẫn         |         |

## Đạo diễn
2009 Lan (我们天上见)

## Biên kịch
2009 Lan (我们天上见)

### Phim truyền hình
| Năm  | Phim                                | Vai              | Ghi chú                                            |
| ---- | ----------------------------------- | ---------------- | -------------------------------------------------- |
| 1989 | 悬崖百合                            | Giáo viên Tô San |                                                    |
| 1991 | 跑马溜溜的山上                      | Chị cả Lý        |                                                    |
| 1993 | 神禾塬                              | Mĩ Lệ            |                                                    |
| 1995 | 大地之子                            | GIang Nguyệt Mai |                                                    |
| 1997 | 日落紫禁城                          | Trân phi         |                                                    |
| 1997 | 千年等一回 Thiên niên Đẳng Nhất Hồi | A Tú             |                                                    |
| 1999 | Khiên thủ 牽手                      | Hạ Hiểu Tuyết    |                                                    |
| 1998 | 爱你 Ái nhĩ                         | Từ Uyển          |                                                    |
| 1998 | 郭沫若与安娜                        | Anna             |                                                    |
| 2000 | 警戒线 Cảnh giới                    | Lý Tĩnh Vi       |                                                    |
| 2000 | Đại trạch môn 大宅门                | Bạch Ngọc Đình   |                                                    |
| 2001 | Hắc bang 黑冰                       | Uông Tĩnh Văn    |                                                    |
| 2002 | Công dân phi thường 非常公民        | Uyển Dung        |                                                    |
| 2004 | Ly hôn kiểu Trung Quốc 中国式离婚   | Lâm Tiểu Phong   |                                                    |
| 2004 | 好想好想谈恋爱                      | Đàm Ngải Lâm     |                                                    |
| 2004 | 爱过我，放了我                      | Tác gia nữ       |                                                    |
| 2005 | Hô hấp sâu 深呼吸                   | Tiêu Tú Manh     |                                                    |
| 2006 | Ngọc Thanh tẩu 玉卿嫂               | Ngọc Thanh tẩu   |                                                    |
| 2007 | Đám cưới vàng 金婚                  | Văn Lệ           |                                                    |
| 2008 | 震撼世界的七日                      | Đỗ Lệ Quyên      | Phim tài liệu 26 tập nói về Động đất Tứ Xuyên 2008 |
| 2011 | 幸福来敲门                          | Giang Lộ         |                                                    |
| 2013 | 娘要嫁人                            | Tề Chi Phương    |                                                    |
| 2013 | Nữ nhân bang 女人帮                 | Thù Lỵ           |                                                    |
| 2014 | 爱情最美丽                          | Ngưu Mỹ Lệ       |                                                    |
| 2016 | 守婚如玉                            | Tô Nhiên         | Tổng giám chế (Part-time)                          |
| 2016 | 嘿，孩子！                          | Phương Vận       |                                                    |
| 2017 | 转角之恋                            | Phương Linh      |                                                    |
|      | 花儿与远方                          | Hán Ngọc Lan     |                                                    |
|      | Tướng quân ở trên 将军在上          | Lưu thái hậu     |                                                    |

### Kịch nói
1991 Người Bắc Kinh (北京人) vai Tố Phương
2003 Anh đào viên (櫻桃園) vai Liễu Bao Phù

## Giải thưởng
| Năm  | Lễ trao giải                         | Hạng mục                                         | Phim             | Kết quả   |
| ---- | ------------------------------------ | ------------------------------------------------ | ---------------- | --------- |
| 1999 | Giải Phi thiên                       | Nữ diễn viên xuất sắc nhất                       | Khiên thủ        | Đoạt giải |
| 1999 | Kim ưng                              | Nữ diễn viên xuất sắc nhất                       | Khiên thủ        | Đề cử     |
| 1999 | Hoa Biểu                             | Nữ diễn viên xuất sắc nhất                       | 女帅男兵         | Đoạt giải |
| 2004 | Hoa Biểu                             | Nữ diễn viên xuất sắc nhất                       | Đài Loan vãng sự | Đoạt giải |
| 2004 | MTV siêu cấp thịnh điển              | Lụa đỏ                                           |                  | Đoạt giải |
| 2007 | LHP Roma                             | Nữ diễn viên xuất sắc nhất                       | Lập xuân         | Đoạt giải |
| 2007 | LHP điện ảnh và truyền hình Bắc Kinh | Nữ diễn viên xuất sắc nhất                       | Đám cưới vàng    | Đoạt giải |
| 2008 | Kim ưng                              | Nữ diễn viên nổi tiếng nhất                      | Đám cưới vàng    | Đoạt giải |
| 2008 | Kim ưng                              | Nữ diễn viên trình diễn nghệ thuật xuất sắc nhất | Đám cưới vàng    | Đoạt giải |
| 2008 | Kim ưng                              | Nữ diễn được yêu thích nhất                      | Đám cưới vàng    | Đoạt giải |
| 2009 | LHP quốc tế Macao                    | Đạo diễn xuất sắc nhất                           | Lan              | Đoạt giải |
| 2009 | Giải Kim Kê                          | Nữ diễn viên xuất sắc nhất                       | Lập xuân         | Đoạt giải |
| 2011 | Giải Phi thiên                       | Nữ diễn viên xuất sắc nhất                       | 幸福来敲门       | Đoạt giải |